# Shim Eui-sik
Dans ce nom coréen, le nom de famille, Shim, précède le nom personnel.
Shim Eui-sik 심의식 (né le 5 décembre 1969 en Corée du Sud) est un joueur et entraîneur sud-coréen de hockey sur glace.

## Carrière de joueur
Premier joueur coréen à avoir atteint la marque des 100 buts et 100 points au cours de sa carrière de joueur, il est maintenant l'entraîneur chef du Anyang Halla. Il représenta son pays à plusieurs compétitions internationales.
Son numéro, le 91, fut retiré par le Anyang Halla en 2007.

## Statistiques

### En club
| Saison    | Équipe       | Ligue        |     | Saison régulière | Saison régulière | Saison régulière | Saison régulière | Saison régulière |   | Séries éliminatoires | Séries éliminatoires | Séries éliminatoires | Séries éliminatoires | Séries éliminatoires |
| Saison    | Équipe       | Ligue        | PJ  | B                | A                | Pts              | Pun              | PJ               | B | A                    | Pts                  | Pun                  |                      |                      |
| 1994-2003 | Mando Winia  | Corée du Sud | 117 | 118              | 53               | 171              | -                | -                | - | -                    | -                    | -                    |                      |                      |
| 2003-2004 | Anyang Halla | Asia League  | 16  | 3                | 0                | 3                | 4                | -                | - | -                    | -                    | -                    |                      |                      |
| 2004-2005 | Anyang Halla | Asia League  | 42  | 11               | 11               | 22               | 54               | -                | - | -                    | -                    | -                    |                      |                      |
| 2005-2006 | Anyang Halla | Asia League  | 28  | 4                | 1                | 5                | 18               | -                | - | -                    | -                    | -                    |                      |                      |

### En équipe nationale
| Année | Équipe       | Compétition                                 |   | PJ | B | A | Pts | Pun         |  | Résultat |
| 2000  | Corée du Sud | Championnat du monde Qualification Far East | 2 | 0  | 0 | 0 | 2   | 3e position |  |          |
| 2001  | Corée du Sud | Championnat du monde Qualification Far East | 2 | 0  | 0 | 0 | 2   | 3e position |  |          |